# Detonatie

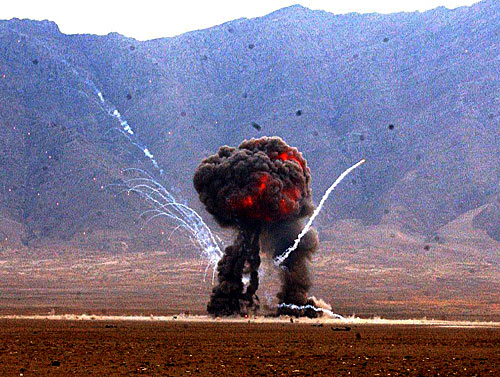
Detonatie

Een detonatie is een type explosie. Bij een detonatie plant het reactiefront in het explosief zich hypersoon voort, sneller dan de geluidssnelheid in die stof. Hierdoor ontstaat een schokgolf die detonatiesnelheden tot wel 9 km/s kan bereiken. Bij hoge detonatiesnelheden spreekt men van een brisant explosief.

## Gewenst en ongewenst
Brisantie is in de civiele mijnbouw meestal ongewenst, al kan deze nodig zijn om zeer harde steen te verpulveren. Bij militaire toepassing is brisantie vaak vereist om maximale schade toe te brengen. Een toepassing van het brisante effect is het verkrijgen van scherfwerking zoals bij brisantgranaten. Ook kunnen springladingen speciaal gevormd worden om de explosiekracht in de gewenste richting te leiden. Naast het effect van schokgolf en brisantie ontstaat er een luchtdrukeffect door de gevormde gassen.
Ongewenste detonaties kunnen optreden in verbrandingsmotoren. Dit fenomeen heet kloppen of pingelen als gevolg van meerdere ongewenste ontbrandingsfronten en kan een slechte invloed hebben op de prestaties van de motor. Ook kan schade aan de motor ontstaan door de snel opeenvolgende schokken.

## Detonatiesnelheid
De zeer hoge detonatiesnelheid komt doordat de oxidator (nitrogroepen) en de reductor (koolstofatomen in de springstof) op atomaire afstanden zitten waardoor er een extreem snelle en hypersone verbranding optreedt. Voorbeelden van stoffen die detoneren zijn militaire springstoffen (bijvoorbeeld TNT, RDX of ammoniumnitraat) en initiaalspringstoffen die in slaghoedjes gebruikt worden (zoals kwik(II)fulminaat en loodstyfnaat).
Zwart buskruit detoneert niet, maar ondergaat een deflagratie (explosieve verbranding). Om met buskruit een explosie te veroorzaken, dient het kruit in een drukvast omhulsel te ontbranden. De explosie volgt op het moment dat het omhulsel de opbouwende druk niet langer kan weerstaan en openscheurt. Een voorbeeld hiervan zijn rotjes en ander knalvuurwerk, waar opgerold papier wordt gebruikt als omhulsel. Dit staat in scherp contrast tot detonerende springstoffen, die bij ontbranding ook in losse poedervorm en zonder omhulsel explosies kunnen veroorzaken.